# Huân chương Quốc quang
Huân chương Quốc quang (tiếng Trung: 國光勳章) là huân chương quân sự cao nhất của Quốc quân Trung Hoa Dân Quốc, quân đội Đài Loan. Huân chương được thành lập vào ngày 8 tháng 11 năm 1937.